# Ашот Багратуні
Ашот Багратуні (вірм. Աշոտ Բագրատունի; д/н —780) — 14-й гахерец ішхан (головуючий князь) в 775—780 роках.

## Життєпис
Особистість його дискусійна: одні дослідники вважають, що був сином Саака III і самочино взяв титул гахерец ішхана; інші ототожнюють його з Ашотом, сином Смбата VII, ще одні вважають, що цей Ашот ніколи не носив титула.
Найпевніше якщо він навіть оголосив себе гахерец ішханом і спарапетом, то був визнаний не всіма ішханами, а також не враховувався двором багдадського халіфа. Саме в цей час починається посилена колонізація вірменських земель мусульманами, насамперед арабами, що свідчить про послаблення авторитету головуючого князя. Помер у серпні 780 року. Новим гахерец ішханом халіф гарун ар-Рашид призначив Тацата Андзеваці.